# Stalag 328

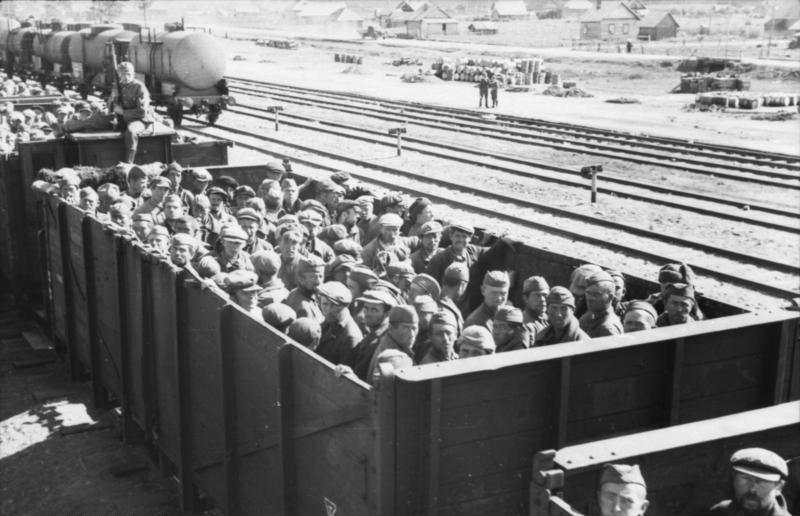
Bundesarchiv Bild 101I-267-0124-20A, Russie, transport de prisonniers soviétiques dans des wagons de marchandises.

Le Stalag 328 (en allemand : Konzentrationslager der Standarte 328, en russe : Шталаг 328) est un camp de concentration pour les prisonniers de guerre soviétiques (des prisonniers d'autres pays s'ajoutèrent par la suite aux Soviétiques) créé par le commandement militaire allemand, qui exista à Lviv, ville de la région ukrainienne de Galicie, en République socialiste soviétique d'Ukraine, de 1941 à 1944. Dans ce camp moururent, durant cette période, 140 000 prisonniers de guerre.

## Histoire
Depuis la fin de l'année 1942 le Stalag 328 de la Citadelle de Lviv devint un camp disciplinaire (Straf-Kompagnie), dépendant du « Stalag 325 » à Rava-Rouska. Les autres camps satellites du « Stalag 325 », se trouvaient à Ternopil, Zolotchiv, Stryï, Zwierzyniec, Terebovlia et Skole.

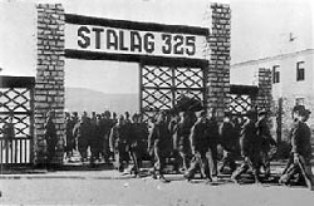
Rava-Rouska Stalag 325.

Ce Stalag 328 fut libéré en juillet 1944, après que les forces allemandes eurent quitté la ville de Lviv, repoussés vers l'ouest par la contre-offensive de l'Armée rouge.

## Territoire
Tout le sommet occupé par la citadelle était entouré de fil de fer barbelé sur quatre rangées entre lesquelles des sentinelles montaient la garde. À l'extérieur du fort se trouvaient encore 14 emplacements plus réduits également entourés de barbelés, sur deux rangées. À l'intérieur de ces emplacements des périmètres de 100 sur 200 m2 étaient délimités par du barbelé, à l'intérieur desquels les prisonniers étaient "enfermés" à ciel ouvert. Sur un ancien terrain de football trois casernements avaient été construits.
Dans l'enceinte du camp se trouvait la Grande tour de Maximilien, appelée « Tour de la Mort », 
dans laquelle furent abattus de nombreux prisonniers. Cette tour est aujourd'hui transformée en hôtel 5 étoiles (Le « Citadel Inn »),.

## Triage des prisonniers
Dès leur arrivée dans le camp, les prisonniers faisaient l'objet d'un filtrage qui séparait : les officiers, les communistes, les membres du Komsomol, les Juifs .
Différentes nationalités étaient représentées : surtout les Ukrainiens et les Russes, mais aussi à partir de 1942 des soldats français et belges, ainsi que des résistants ; à partir d'août 1943, des Italiens. Les officiers étaient regroupés dans des Oflags (Offizier-Lager). Quant aux civils, selon les Conventions de Genève de 1929, ils ne pouvaient pas, en principe, être maintenus dans les Stalags.

## Régime
Le régime alimentaire du camp était conçu pour affaiblir et faire mourir de mort lente les prisonniers. Sous la menace, l'administration allemande contraignait les prisonniers à travailler du matin jusque tard dans la nuit.  